# Xã Lane, Quận Smith, Kansas
Xã Lane (tiếng Anh: Lane Township) là một xã thuộc quận Smith, tiểu bang Kansas, Hoa Kỳ. Năm 2010, dân số của xã này là 117 người.